# Władimir Dobrikow
Władimir Grigorjewicz Dobrikow, ros. Владимир Григорьевич Добриков (ur. 30 sierpnia 1925 we wsi Agiejewo, w obwodzie riazańskim, Rosyjska FSRR, zm. marzec 1995 w Moskwie, Rosja) – rosyjski piłkarz, grający na pozycji pomocnika lub napastnika, trener piłkarski.

## Kariera piłkarska
Karierę piłkarską rozpoczął w drużynie OBO Kijów. Latem 1949 roku przeniósł się do innego wojskowego klubu MWO Moskwa, który następnie w latach 1951-1952 zmienił lokalizację na Kalinin i nazywał się zespół miasta Kalinin, a w 1953 wrócił do Moskwy i przywrócił nazwę MWO. Latem 1953 przeszedł do Zienitu Leningrad, w którym zakończył karierę piłkarza w roku 1954.

## Kariera trenerska
Karierę szkoleniowca rozpoczął po zakończeniu kariery piłkarza. Najpierw szkolił młodych piłkarzy w Futbolowej Szkole Młodzieżowej w Leningradzie. W 1957 pomagał trenować Chimik Dnieprodzierżyńsk. Następnie prowadził Diewon Ufa, który potem zmienił nazwę na Stroitiel. W 1961 objął prowadzenie klubu Trud Tuła, który również zmienił nazwę na Szachtior. W 1963 stał na czele Zirki Kirowohrad. Potem przez dłuższy czas kierował klubem z Kaługi, który nazywał się Sputnik i Lokomotiw. W 1966 zdobył z klubem mistrzostwo Rosyjskiej FSRR i awans do Klasy A. W 1970 ponownie trenował pierwszą drużynę Zirki Kirowohrad. W 1971 prowadził Spartak Kostroma, a w lipcu 1973 został mianowany na stanowisko głównego trenera Rubinu Kazań, którym kierował do końca 1973 roku. Potem szkolił dzieci w Szkole Sportowej w Moskwie.
Zmarł w marcu 1995 w Moskwie w wieku 69 lat.

## Sukcesy i odznaczenia

### Sukcesy piłkarskie
MWO Moskwa
- mistrz Klasy B ZSRR: 1951
- finalista Pucharu ZSRR: 1951

### Sukcesy trenerskie
Lokomotiw Kaługa
- mistrz Rosyjskiej FSRR: 1966

### Odznaczenia
- tytuł Mistrza Sportu ZSRR
- tytuł Zasłużonego Trenera Rosyjskiej FSRR